# Сырокоренье (Краснинский район)
Сырокоренье — деревня в Краснинском районе Смоленской области России. Входит в состав Маньковского сельского поселения. Население — 54 жителя (2007 год). 
Расположена в западной части области в 9 км к северо-востоку от Красного, в 6 км восточнее автодороги Р135 (Смоленск - Красный - Гусино), на берегу реки Дубрава. В 11 км северо-западнее деревни расположена железнодорожная станция Гусино на линии Москва — Минск. 

## История
В ноябре 1812 года здесь переправился через Днепр отряд маршала Нея.
В 1820 году здесь, в имении Сырохоренье Краснинского уезда Смоленской губернии, родился Иван Алексеевич Шестаков, будущий российский флотоводец и государственный деятель, морской министр, генерал-адъютант, адмирал и член Государственного совета.
В годы Великой Отечественной войны деревня была оккупирована гитлеровскими войсками в июле 1941 года, освобождена в сентябре 1943 года.